# Sodabi

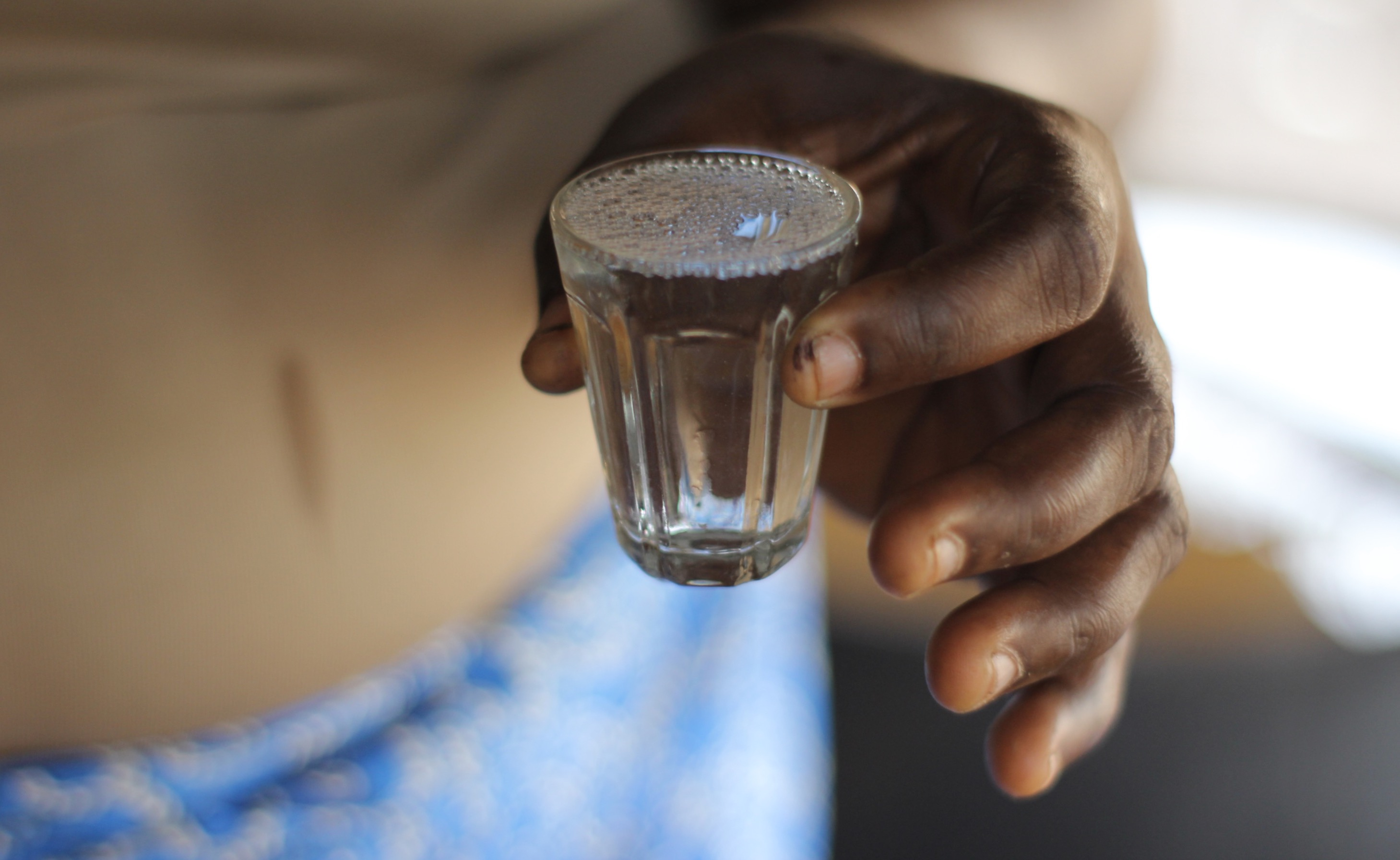

Le Sodabi est une eau-de-vie obtenue par la distillation du vin de palme. C'est une boisson traditionnelle dans beaucoup de régions tropicales, très répandue en Afrique de l'Ouest. Elle revêt différents noms selon le pays, la dénomination sodabi étant utilisée majoritairement au Bénin et au Togo où elle occupe une place importante dans la vie quotidienne et religieuse.

Ses autres dénominations  en Afrique de l’Ouest sont :

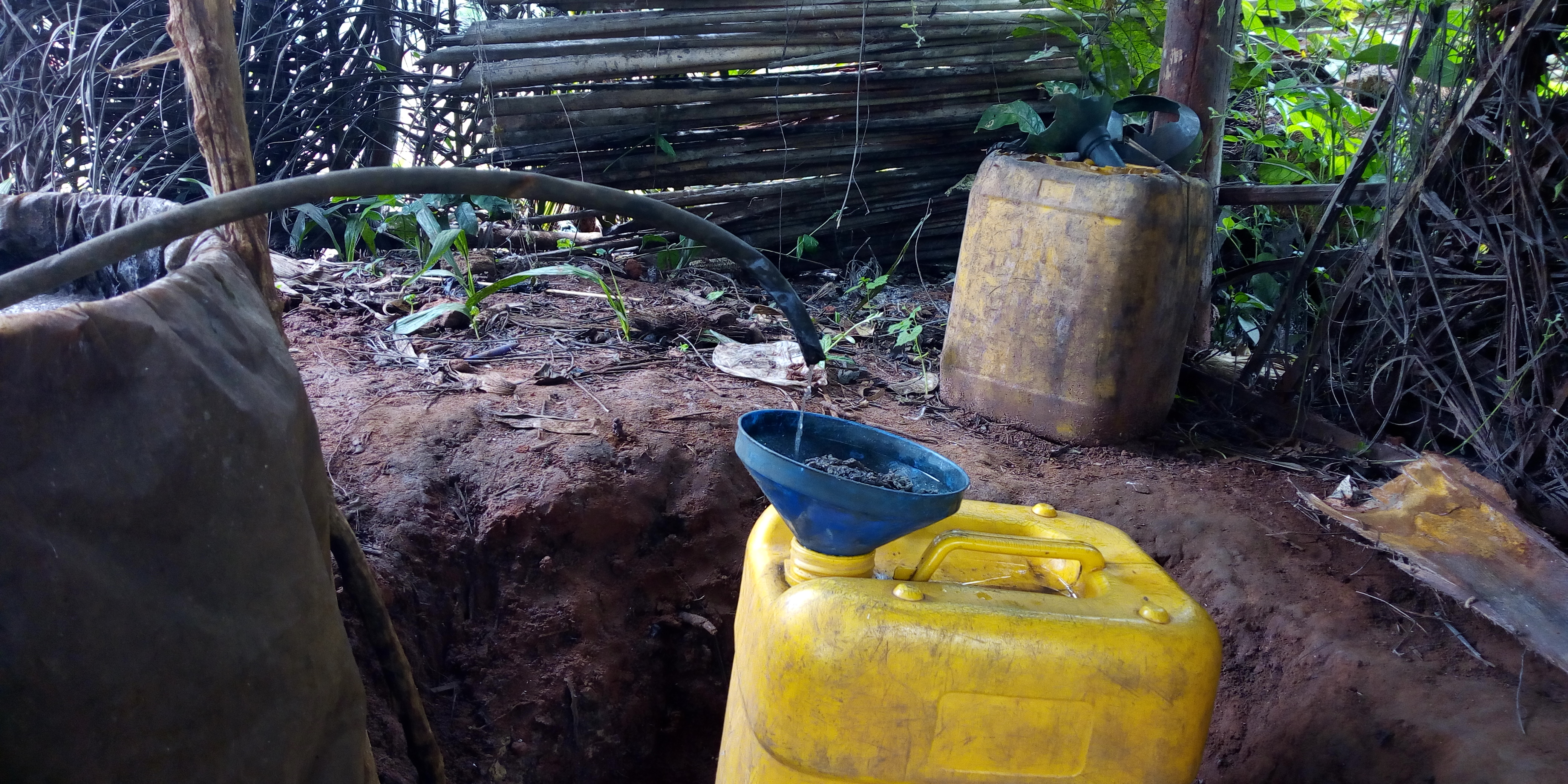
Première qualité du Sodabi (alcool au Bénin) sortie Dernier filtre de fabrication traditionnelle au Bénin.

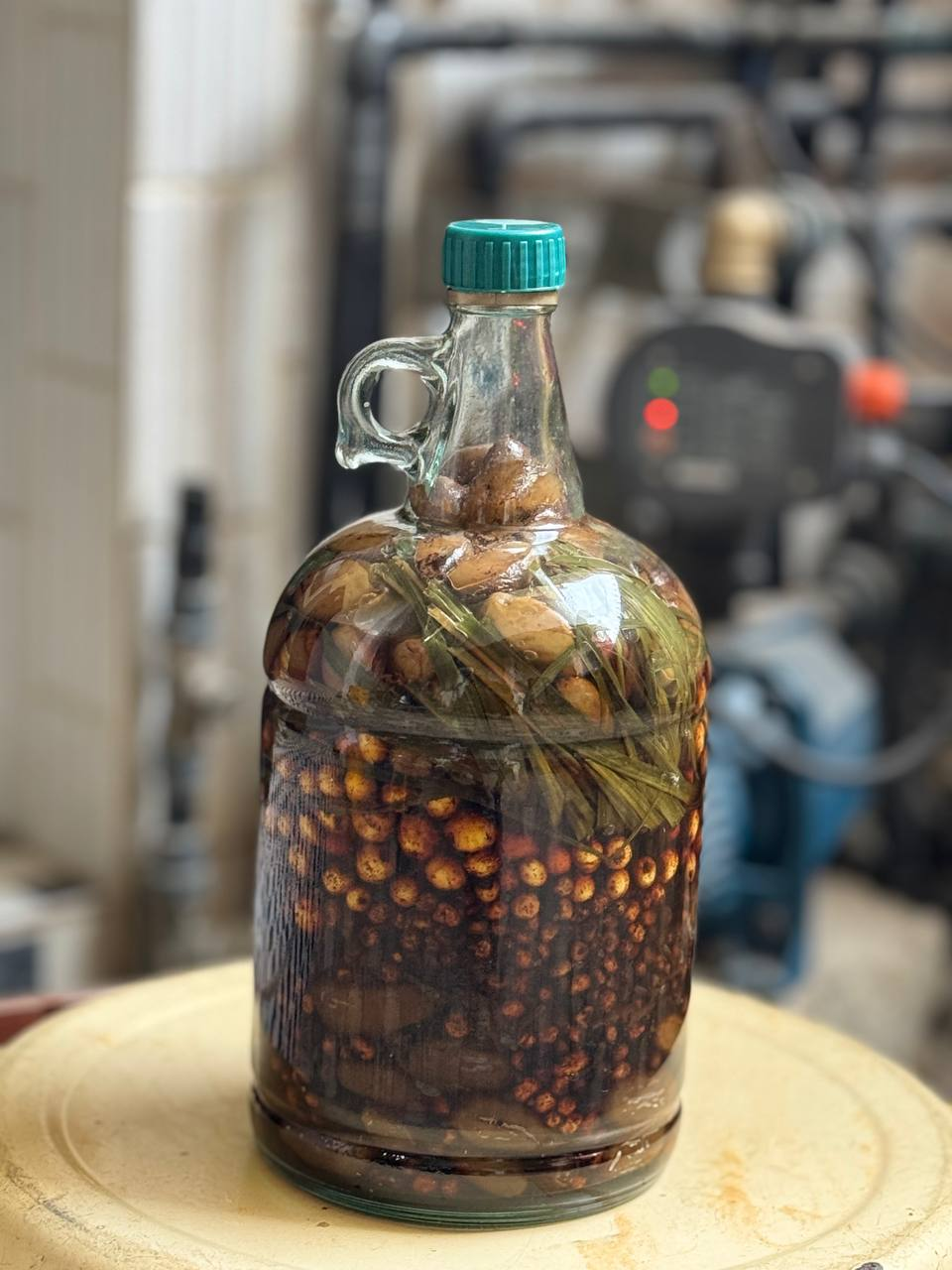
Vin de palme mélangé à plusieurs ingrédients

- Cameroun : odontol, ou hâ ;
- Côte d'Ivoire : koutoukou ;
- Ghana : akpeteshie ;
- Nigeria : ogogoro .

## Histoire
L’histoire du sodabi appartient à la tradition orale, c’est pourquoi on trouve plusieurs hypothèses quant à ses origines. Néanmoins deux hypothèses sont évoquées de manière récurrente :
Selon la première, un Anglais doutait tellement que des Béninois aient pu produire un alcool s’apparentant à du gin, qu’après en avoir bu une gorgée il s’exclama : « so that be » (« ainsi soit-il »), reconnaissant alors son tort. Les locaux (non anglophones) auraient cependant entendu « Sodabi » et auraient décidé de baptiser ainsi cette boisson. Cette version de l'histoire sur l'origine du nom « Sodabi » est probablement fausse mais elle est celle que le plupart préfère.
La deuxième hypothèse attribue le nom Sodabi à ses inventeurs, les frères Sodabi. Ces deux Béninois, originaires d’Allada furent engagés dans les régiments coloniaux français lors de la Première Guerre mondiale. Pendant leur temps passé en Europe, ils s'initièrent notamment aux techniques de distillation, un savoir-faire qu’ils ramenèrent au Bénin après l’armistice de 1918. Ils fabriquèrent alors un alambic artisanal et s’essayèrent à leur première distillation sur des bananes fermentées. Le premier résultat n'était pas concluant , alors ils ont essayé avec de l'ananas avant de choisir du vin de palme, une boisson bien connue et consommée localement depuis des centaines d’années. Ce deuxième essai eut un succès retentissant et la technique de fabrication d'alcool à base de vin de palme se répandit rapidement dans le reste du Bénin et du Togo à partir des années 1930.
Puis en 1931, l’administration coloniale décida d'interdire la production de sodabi, officiellement pour des raisons de santé. Cependant il n’est pas exclu que les raisons soient aussi de nature économique puisque le sodabi faisait de l’ombre aux spiritueux importés d’Europe, représentant donc une menace économique. Cette interdiction n’eut que peu d’effet, en effet les distilleries clandestines ont continué à proliférer pendant cette période et jusqu’à aujourd’hui.

## Élaboration
En Afrique de l’Ouest, le sodabi est produit majoritairement de manière artisanale, mis à part une poignée d’entreprises qui tentent de faire du sodabi à l’échelle industrielle.

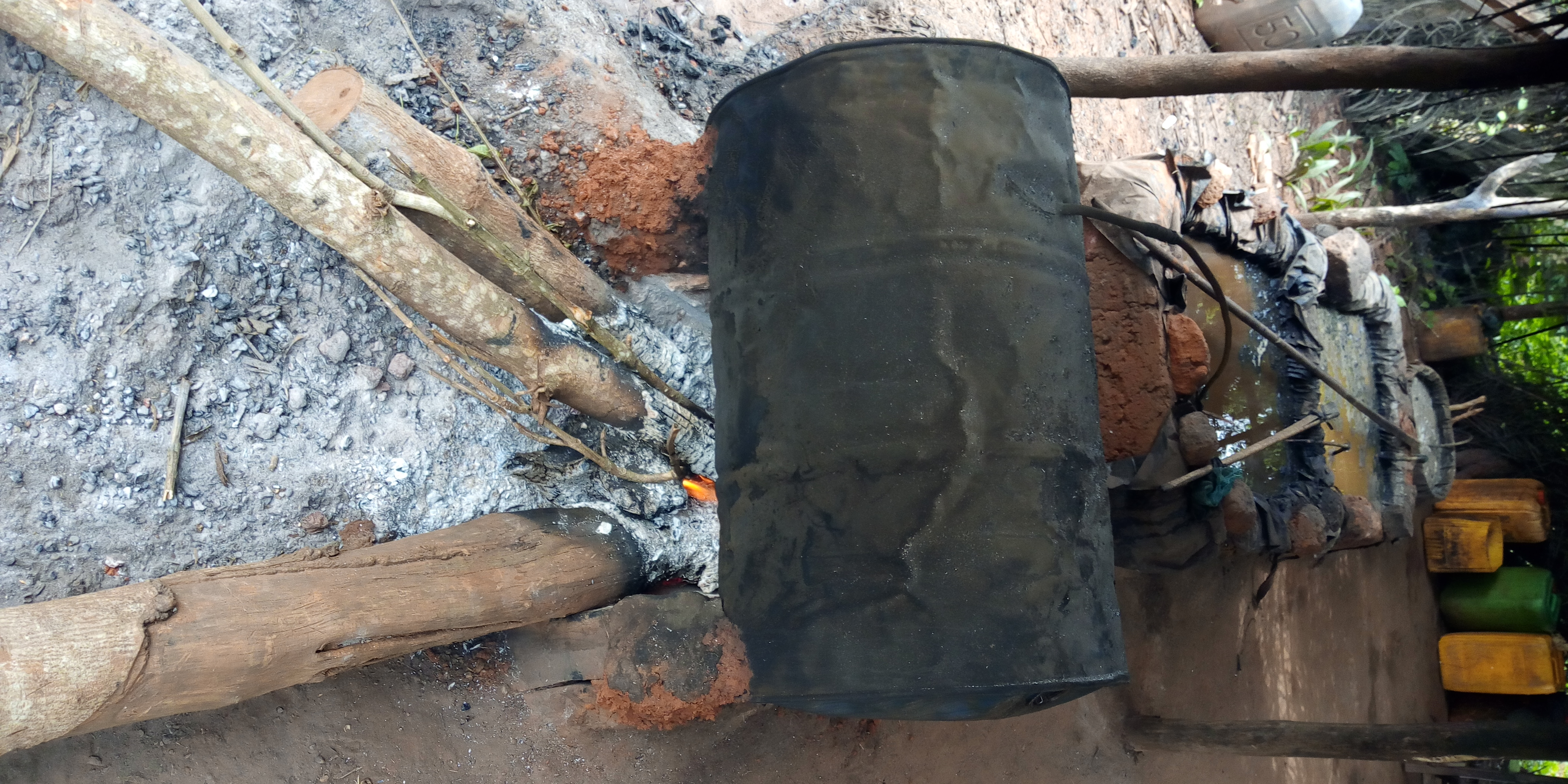
Dispositif traditionnel de production du Sodabi (alcool au Bénin)

La base du sodabi est le vin de palme, il est obtenu par fermentation naturelle de la sève de palmier, extraite de différentes espèces : le palmier à huile africain (Elaeis guineensis), le raphia (Raphia vinifera) ou le rônier (Borassus aethiopium). Après la récolte, on le laisse parfois reposer jusqu'à trois jours, pour que la fermentation augmente le pourcentage d'alcool pour atteindre 3 à 6 %.

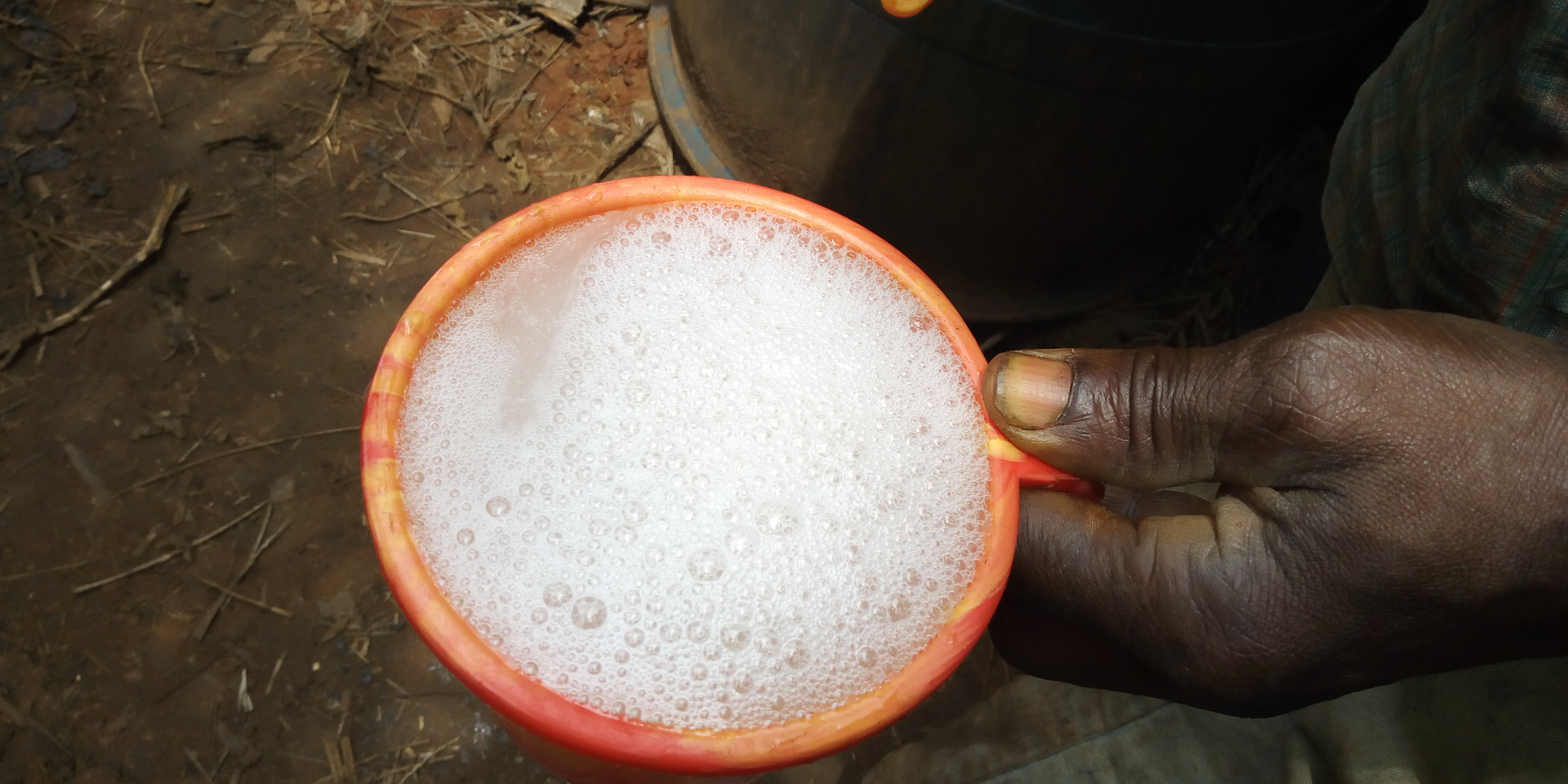
Vin de palme dans un bol au Bénin

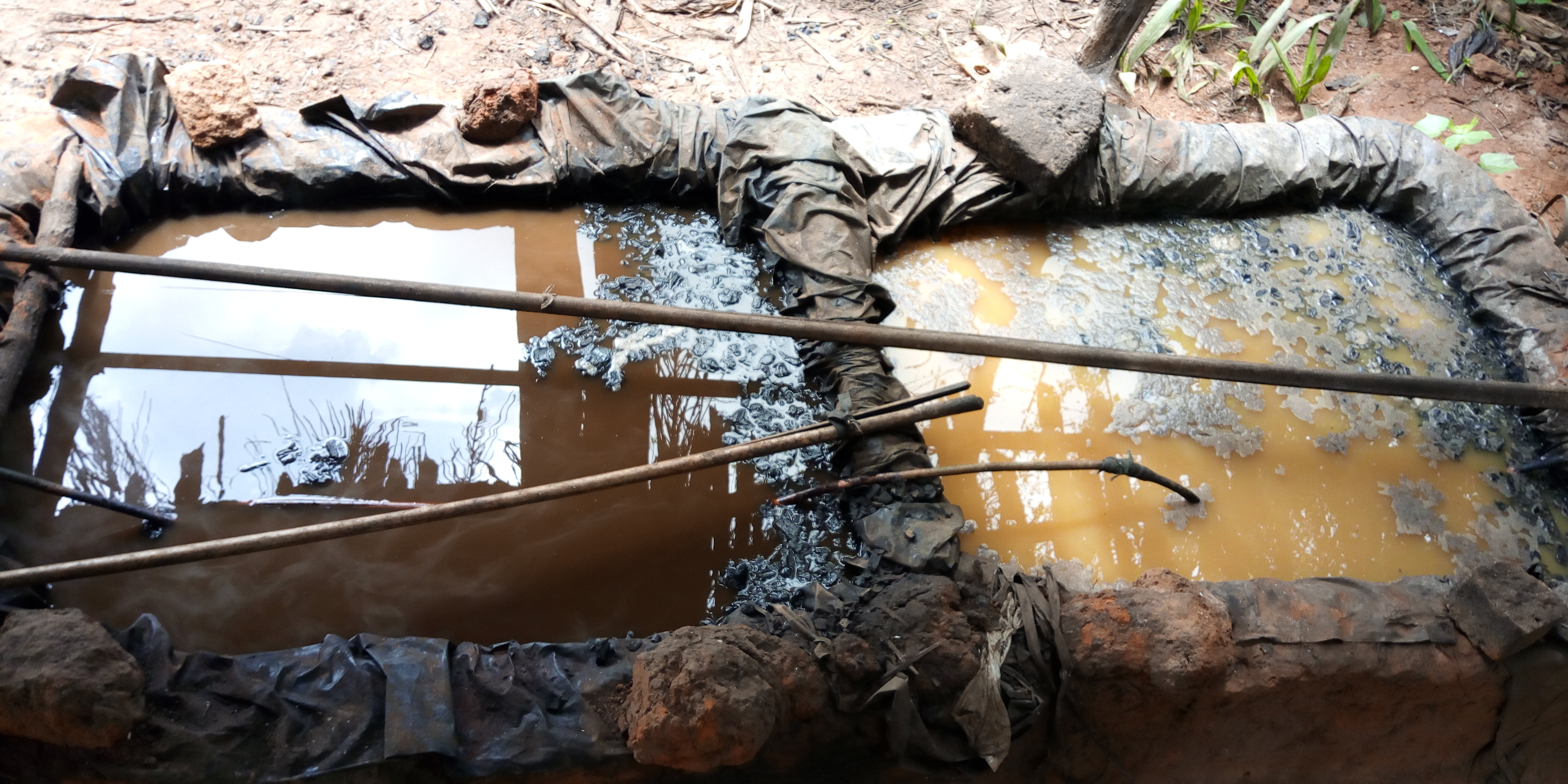
Refroidisseurs lors de la préparation du sodabi au Bénin.

Ensuite, le vin de palme est chauffé dans une marmite. Les vapeurs d'alcool sont conduites par un tuyau qui passe dans un récipient rempli d'eau froide, où a lieu la condensation, l’alcool redevient alors liquide et peut être recueilli. Une deuxième distillation est parfois pratiquée. Aujourd'hui, les récipients en terre cuite sont souvent remplacés par des bidons métalliques.

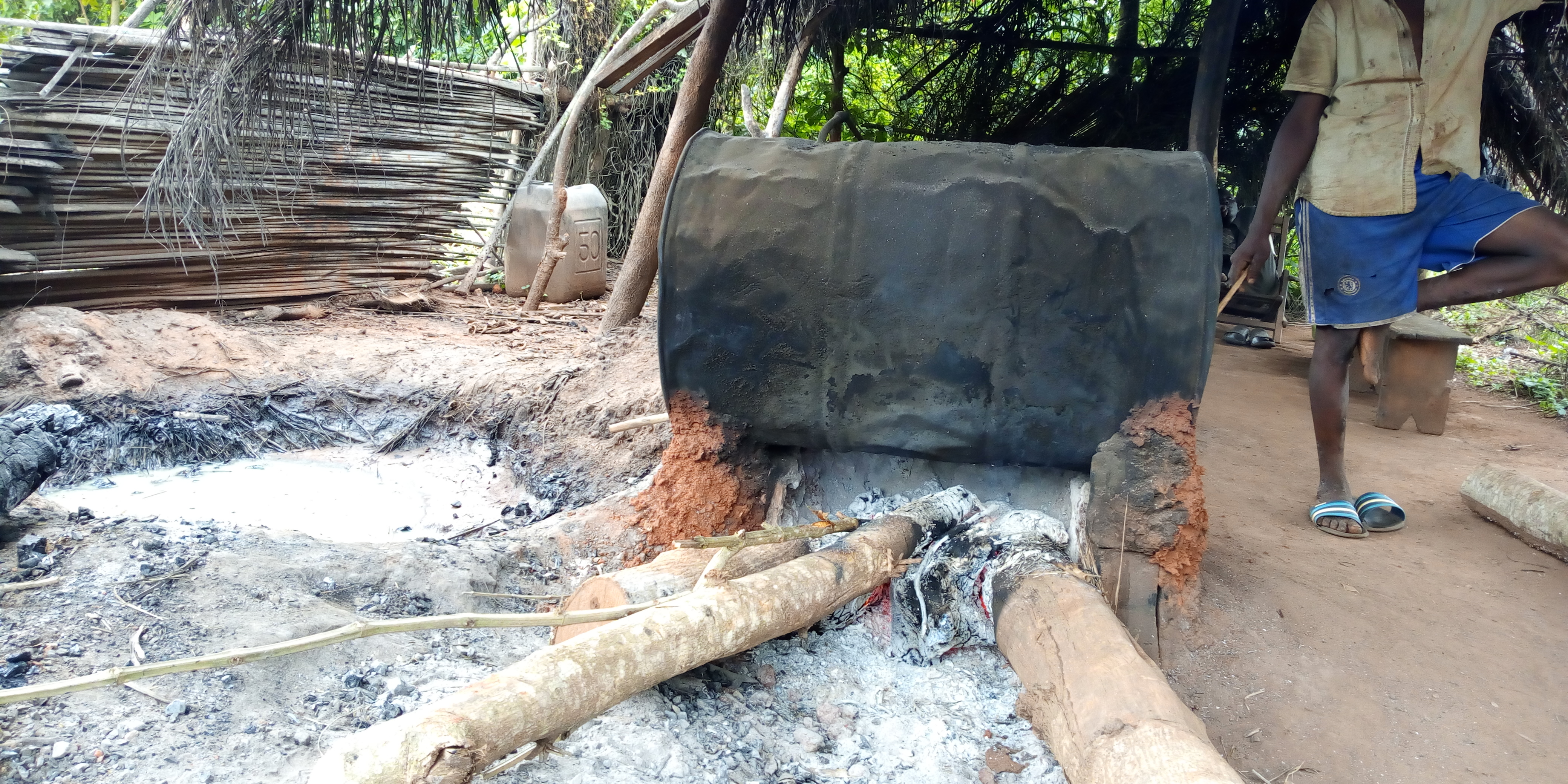
Chauffage du vin de palme pour sa transformation en sodabi (Alcool au Bénin)

Une fois l’alcool préparé, on infuse fréquemment des racines ou des plantes pour donner du goût ou des propriétés médicinales au sodabi.

## Dans la culture
Plus qu'un alcool ordinaire, le sodabi est une composante essentielle de la culture béninoise. Il est présent lors de toutes les cérémonies religieuses et familiales, mais également au quotidien.

### Le sodabi au quotidien
Il est courant de partager un verre de sodabi avec ses invités, en signe d’hospitalité et de respect. Le premier verre est parfois déversé sur le sol, accompagné de quelques paroles de prière ou d’une bénédiction.
Il est également fréquent d’offrir un verre de sodabi, ou parfois même une bouteille entière en guise de remerciement pour un service rendu ou pour célébrer la signature d’un contrat.

### Le sodabi pour les grandes occasions
Chaque fête est l’occasion de boire du sodabi. Ainsi, il accompagne souvent les naissances, les mariages, les premières communions, les enterrements, la fête de l’igname, la fête du vaudou. Il occupe une place toute particulière lors des mariages et des funérailles : 
Lors des mariages traditionnels il est de coutume que le mari apporte une dot à sa belle-famille. Souvent, cette dernière comprend quelques bouteilles de sodabi ;
Le sodabi est également très présent lors des funérailles. En effet, d’une part le défunt est parfois enterré avec une bouteille de sodabi. D’autre part, dans certaines ethnies on procède à une libation avec du sodabi, une semaine après l’enterrement. Ce rituel religieux, consiste à verser une calebasse d’eau enfarinée, du vin de palme, puis enfin du sodabi sur le lieu de l’enterrement. Ce rituel permettrait de libérer la voie vers l’au-delà pour la personne décédée. En effet, sans cette libation, l’esprit du mort demeurerait sur terre sans possibilité d’atteindre l’autre côté. Cependant, certaines explications  affirment que ces libations ne célèbreraient pas le début du voyage du défunt vers l’au-delà, mais plutôt son arrivée.

### Le sodabi et le vaudou
Le sodabi fait partie intégrante de la religion vaudou ; en effet il est utilisé à de nombreuses reprises lors des rituels. Par exemple il est de rigueur de verser du sodabi sur le sol devant un fétiche comme offrande pour le remercier pour une faveur qu’il a accordée ou encore pour lui demander d’en exaucer une.
Dans le vaudou,  les divinités apprécient plus ou moins le sodabi. Ainsi, les divinités Hébieso et Sakpata reçoivent des offrandes de sodabi, contrairement aux Dan ou aux Tchamba par exemple. Ainsi, un des rituels les plus spectaculaires concernant Hébieso est appelé « cuisine de guerre ». Il consiste à chauffer dans une grande marmite une quantité abondante d'huile rouge jusqu'à inflammation. On verse alors du sodabi dans l'huile brûlante, ce qui produit un immense jet de flamme symbolisant le coup de fusil de Hébesio.

## Le sodabi en 2017
En 2017, le sodabi reste majoritairement produit de manière artisanale avec un matériel rudimentaire ce qui augmente les risques de production d’alcool frelaté et pose des problèmes de santé. Certains pays allant même jusqu’à interdire sa consommation pour ces raisons de santé publique.
Récemment certaines entreprises se sont intéressées au sodabi et tentent aujourd’hui de moderniser sa production en utilisant des moyens industriels. Par exemple : la Distillerie Béninoise au Bénin avec son sodabi Tambour Original, NeHo Likors au Togo avec ses sodabis aromatisés, Caliendi Liqueur également au Togo, King of Soto, AHA YIN ou encore Anamero, Black Old Man au Togo.

## Notoriété à l'étranger
En 2018, la boisson est exportée sur la côte est des États-Unis comme alcool à 45 degrés sous l'étiquette Tambour Original, product of Benin
En 2019, le globe-trotter et humoriste Bruno Blanchet a attiré l’attention sur le sodabi à l’occasion d’une série télévisée sur le Bénin.